# Джибахни
Джибахни (кайт. Чӏибахӏне, дарг. ЧIибяхIни) — село в Кайтагском районе Дагестана, административный центр Джибахнинского сельсовета.

## География
Село Джибахни расположено на высоте 468 метра над уровнем моря. Ближайшие населённые пункты — Джавгат Карталай, Джинаби, Кулегу, Хадаги, Машаты, Карацан, Рука, Гурхунь.

## История
В селе на верхнем краю двери мечети обнаружена надпись с призывами к молитве, датируемая 1436-1437 годами.

## Население
| 1888  | 1895  | 1926 | 1939 | 1970 | 1989 | 2002  |
| ----- | ----- | ---- | ---- | ---- | ---- | ----- |
| 735   | ↗740  | ↘567 | ↘487 | ↗648 | ↗961 | ↗1188 |
| 2010  | 2021  |      |      |      |      |       |
| ↗1198 | ↗1600 |      |      |      |      |       |